# Matador (Texas)
Matador es un pueblo ubicado en el condado de Motley en el estado estadounidense de Texas. En el Censo de 2010 tenía una población de 607 habitantes y una densidad poblacional de 179,73 personas por km².

## Geografía
Matador se encuentra ubicado en las coordenadas 34°0′54″N 100°49′16″O / 34.01500, -100.82111. Según la Oficina del Censo de los Estados Unidos, Matador tiene una superficie total de 3.38 km², de la cual 3.38 km² corresponden a tierra firme y (0%) 0 km² es agua.

## Demografía
Según el censo de 2010, había 607 personas residiendo en Matador. La densidad de población era de 179,73 hab./km². De los 607 habitantes, Matador estaba compuesto por el 90.61% blancos, el 2.31% eran afroamericanos, el 0.33% eran amerindios, el 0% eran asiáticos, el 0% eran isleños del Pacífico, el 5.44% eran de otras razas y el 1.32% pertenecían a dos o más razas. Del total de la población el 17.13% eran hispanos o latinos de cualquier raza.